# Notocelia incarnatana
Notocelia incarnatana es una especie de polilla del género Notocelia, tribu Eucosmini, familia Tortricidae. Fue descrita científicamente por Hubner.
La envergadura es de unos 14–20 milímetros. Se distribuye por Europa.